# 大沢城 (丹波国)
大沢城（おおざわじょう）は、丹波国多紀郡西部（現在の兵庫県丹波篠山市大沢）にあった日本の城（山城）。丹波酒井氏の一族、初田酒井氏の詰城と伝わる。

## 概要
230mの城域を持つ中規模の城郭で、標高422m、比高222mの山頂に所在した。
酒井勘四郎の居館と伝わる初田館（丹波篠山市初田）の西に位置し、勘四郎は戦時に大沢城に拠ったとされる。
大沢城から東北に尾根を下った場所には、酒井勘四郎の被官・杉本与右衛門が城主を務めた禄庄城がある。また、禄庄城の北部の同じ大沢内に佐幾山城があり、禄庄城の出城の役割を果たしていた。
大沢城の南900mには南矢代城（丹波篠山市南矢代）があり、矢代酒井氏の酒井氏治が守っていた。酒井氏は、大沢城の西方にある高仙寺城（丹波篠山市見内）を酒井党結束の中核とし、大沢城・南矢代城・油井城・栗栖野城などの酒井一族の城により、永禄年間（1558 - 1570年）以後、酒井郷の守りを固めたものとみられる。